# Närsbo
Närsbo is een plaats in de gemeente Alingsås in het landschap Västergötland en de provincie Västra Götalands län in Zweden. De plaats heeft 152 inwoners (2005) en een oppervlakte van 28 hectare. De plaats ligt aan de oostoever van een baai van het meer Store Nären en wordt geheel omringd door bos.